# Tupac Shakur: Thug Angel: The Life of an Outlaw
Thug Angel: The Life of an Outlaw es un documental sobre la vida del rapero Tupac Shakur. El documental contiene imágenes poco frecuentes de Tupac y entrevistas con miembros de su grupo Outlawz sobre los gustos del protagonista.
Thug Angel fue producido por amigos cercanos y socios de Tupac, entre los que se incluyen su antiguo mánager Leila Steinberg, y los productores Tracy Robinson y Quincy Jones III.

## Banda sonora

### Lista de canciones
1. "Thug Angel: Life of an Outlaw" - Outlawz: Napoleon, Young Noble, Hellraza
2. "We Them Gangstas" - Mack 10, True Life, Young Dre
3. "Heavenly Father" - Young Dre con G-Money
4. "Keep On, Keepin' On" - Tech N9ne
5. "Click Clack" - Freejack
6. "Pain" - Storm
7. "Soldier" - Kumasi & Hope
8. "Die Slow" - Outlawz: Young Noble, E.D.I., Napoleon
9. "Killuminati" - Mac Mall con Big Syke
10. "Life" - Truelife con Young Noble, Napoleon
11. "The Day the World Ended" - Ray Luv
12. "Ghetto Lullabye" - Keplyn
13. "Aja" - Africa Heartbeat
14. "Champion" - Troy Horne & Hope Shorter
15. "Thinking of You [Tupac Tribute]" - Stepchylde & Johnny J
16. "Killaz in Here" - Outlawz: Hussein Fatal, Young Noble, E.D.I., Napoleon